# 10065 Greglisk
10065 Greglisk este o planetă minoră (asteroid), cu un diametru de 12,222 km, din centura de asteroizi. A fost descoperită pe 3 decembrie 1988 la Gekko Observatory⁠(d) de Yoshiaki Oshima⁠(d). 
Obiectul prezintă o orbită caracterizată de o semiaxă mare de 2,9087399 UAi, o excentricitate de 0,18, o înclinație de 6,91264 ° în raport cu ecliptica.